# Parque nacional de Gunung Ciremai
El parque nacional del monte Ciremai o parque nacional Gunung Ciremai es un parque nacional de Indonesia. Se encuentra a unos 50 km al sur de la ciudad de Cirebon en Java Occidental, Indonesia. El parque se extiende por las regencias de Kuningan y Majalengka al sur de Cirebon. El parque rodea al monte Ceremai, un volcán activo, el pico más alto de Java Occidental. Grupos de senderistas, incluyendo estudiantes, a menudo ascienden al pico aunque se necesitan cuidados. 
Se encuentran en el parque varias especies de flora y fauna en peligro o endémicas, que incluyen las siguientes:
- Flora:  pinos (Pinus merkusii), Castanopsis javanica (conocida localmente como Saninten), "randu tiang" (Fragraera blumii), "nangsi" (Villubrunes rubescens), "macaranga" (Macaranga denticulatan), "pasang" (Lithocarpus sundaicus), Elaeocarpus (Elaeocarpus stipularis), varias especies de higueras (Ficus), Ardisia cymosa y Platea latifolia,

- Fauna: leopardos, muntíaco de la India (Muntiacus muntjak o muntíaco javanés), zagloso occidental (Zaglossus bruijni), surili de Java (Presbytis comata), el águila-azor de Java y varias especies de pitones.